# San Marco in Lamis
San Marco in Lamis är en ort och kommun i provinsen Foggia i regionen Apulien i Italien. Kommunen hade 13 583 invånare (2017).